# Mohammad Sanad
Mohammad Hisham Mohammad Anis Aly Sanad (international meist Mohammad Sanad, arabisch محمد هشام سند, DMG Muḥammad Hišām Sanad, * 16. Januar 1991 in Kairo) ist ein ägyptischer Handballspieler. Der 1,88 m große rechte Außenspieler, der auch als rechter Rückraumspieler eingesetzt werden kann, spielt seit 2025 für den französischen Erstligisten Istres Provence Handball und steht zudem im Aufgebot der ägyptischen Nationalmannschaft.

## Karriere

### Verein
Mohammad Sanad begann mit dem Handballsport in seiner Heimatstadt Kairo im Alter von acht Jahren beim Heliopolis SC. Ab 2011 lief er für den Zamalek SC auf, mit dem er 2011 den afrikanischen Pokal der Pokalsieger und die CAHB Champions League sowie 2011 und 2012 den afrikanischen Supercup gewann. Nach zwei Jahren kehrte er zu Heliopolis zurück und errang dort den ägyptischen Pokal 2014.
Seine erste Station in Europa war der Komlói Bányász SK in der ungarischen K&H Férfi Kézilabda Liga, mit dem er am Saisonende den elften Platz belegte. Anschließend wechselte der Rechtsaußen in die spanische Liga ASOBAL zum CB Ciudad de Logroño. Mit dem Verein aus der Provinz La Rioja erreichte er 2016/17 den dritten Platz in der Liga, das Finale im Königspokal, das Halbfinale in der Copa ASOBAL und nahm an der EHF Champions League (Gruppe C/D) teil. Im April 2017 wurde der Vertrag auf Wunsch Sanads vorzeitig aufgelöst und der Ägypter kehrte für die letzten Spiele der CAHB Champions League zu Zamalek zurück.
Ab 2017 stand er beim französischen Verein USAM Nîmes unter Vertrag. In der Starligue erspielte sich die Mannschaft aus Nîmes stets einen einstelligen Tabellenplatz. Im Coupe de France 2017/18 unterlag man erst im Finale Paris Saint-Germain. Nach der wegen der Covid-19-Pandemie abgebrochenen Saison 2019/20 wurde Sanad von Fans und Trainern als bester Rechtsaußen ins All-Star-Team der Liga gewählt. In der EHF European League 2020/21 schied man im Achtelfinale aus. Im September 2021 wurde sein Kontrakt bis 2025 verlängert. Am 19. März 2023 erzielte er 16 Tore aus ebenso vielen Versuchen beim 38:32-Sieg bei Limoges Handball, nur Anouar Ayed und Raphaël Caucheteux trafen in der ersten französischen Liga einmal häufiger.
Sanad wechselte im Sommer 2025 zum französischen Erstligisten Istres Provence Handball.

### Nationalmannschaft
Für die ägyptische Nationalmannschaft bestritt Mohammad Sanad bisher über 184 Länderspiele, in denen er 447 Tore erzielte. Mit Ägypten gewann er bei den Afrikameisterschaften 2016, 2020, 2022 und 2024 die Goldmedaille, 2018 die Silbermedaille sowie 2012 und 2014 die Bronzemedaille. Auch bei den Afrikaspielen 2015 war er erfolgreich. Er stand zudem im Aufgebot für die Weltmeisterschaften 2013, 2017, 2019 und 2021. Bei den Olympischen Spielen in Rio de Janeiro wurde er mit der ägyptischen Auswahl Neunter, bei den Olympischen Spielen in Tokio Vierter. Bei den Mittelmeerspielen 2022 errang er mit Ägypten die Silbermedaille. Bei der Weltmeisterschaft 2025 warf er 17 Tore in sieben Spielen und belegte mit dem Team den 5. Platz.